# 조선혁명군사정치간부학교
조선혁명간부학교(朝鮮革命軍事政治幹部學校), 정식 명칭 중국국민정부 군사위원회 간부훈련반 제6대(中國國民政府軍事委員會幹部訓練班第六隊)는 1932년 의열단 단장 출신 김원봉이 중화민국 국민정부의 장제스의 지원을 받아 남경에 설립했던 군사간부양성학교다.
국민정부 간부훈련반은 총 6개대가 있었는데 그 중 제1-5대는 중국인들이 소속되었고 조선인들은 제6대에 소속되었다.
1932년 개교 이래 1935년 9월 폐교할 때까지 총 125명의 졸업생을 배출했다.
학생은 윤세주, 이육사 등이 있었다.